# Martin de Valencia
Martin de Valencia (en espagnol : Martín de Valencia), né à Valence en Espagne vers 1474 et décédé à Tlalmanalco en Nouvelle-Espagne le 21 mars 1534, est un missionnaire  espagnol franciscain du XVIe siècle envoyé en Nouvelle-Espagne. Il est le leader du groupe dit des Douze Apôtres du Mexique. 

## Biographie
Membre de la Province franciscaine de Santiago en Espagne, la première partie de sa vie de franciscain se passe dans sa ville natale à Valence. En 1523, alors qu'il est déjà bien avancé en âge, il est désigné comme supérieur du groupe dit des Douze Apôtres du Mexique devant se rendre en Nouvelle-Espagne et y commencer l'évangélisation du Nouveau Monde. Arrivé à Mexico avec le reste du groupe en mai 1524, il est reçu par Hernán Cortés. Désormais, il ne reverra plus l'Espagne.
En Nouvelle-Espagne, Martin de Valencia jouera pleinement son rôle de supérieur religieux et d'administrateur de l'Église. Il est le fondateur de la première custodie franciscaine de Nouvelle-Espagne. Ayant rang de délégué apostolique, il préside le premier synode organisé en Amérique le 2 juillet 1524. Bien que ne maîtrisant pas les langues locales, il désire vivre au contact des indigènes témoignant de l'Évangile par une vie de prière et d'austérité. À la fin de sa vie, il s'installe à Amecameca dont il baptise le chef local. Il meurt à Tlalmanalco et il est enterré dans l'église franciscaine de San Luis Obispo, construite en 1532.